# Dendropaemon viridis
Dendropaemon viridis là một loài bọ cánh cứng trong họ Bọ hung (Scarabaeidae).